# Финал Кубка Англии по футболу 1908
Финал Кубка Англии 1908 года (англ. 1908 FA Cup Final) — футбольный матч, завершавший розыгрыш Кубка Англии сезона 1907/08. Он стал 37-м финалом Кубка Футбольной ассоциации, также известного как Кубок Англии, старейшего футбольного турнира в мире. Матч прошёл 25 апреля 1908 года на стадионе «Кристал Пэлас» в Лондоне. В нём встретились английские клубы «Вулверхэмптон Уондерерс» и «Ньюкасл Юнайтед». Победу в матче со счётом 3:1 одержал «Вулверхэмптон Уондерерс», выигравший свой второй Кубок Англии.
Победный трофей капитан «волков» Билл Вулдридж получил из рук лорд-мэра Лондона сэра Джона Белла.

## Матч

### Обзор матча
«Ньюкасл Юнайтед» считался фаворитом финала, будучи действующим чемпионом Англии, тогда как «Вулверхэмптон Уондерерс» тогда был средней командой Второго дивизиона. «Ньюкасл» владел мячом большую часть матча и в целом играл в более «искусный» футбол, хотя «Вулверхэмтон» смог эффективно противостоять сопернику. На 40-й минуте после выноса из штрафной «Ньюкасла» мяч попал к Кеннету Ханту, который мощным ударом с дальней дистанции отправил его в сетку ворот «сорок». Три минуты спустя Джордж Хедли удвоил преимущество своей команды, нанеся точный удар в дальний угол ворот соперника после того, как уклонился от двух подкатов защитников «Ньюкасла». На 73-й минуте игрок «Ньюкасла» Джеймс Хауи сумел отыграть один мяч после розыгрыша углового. Но на 85-й минуте после быстрой контратаки правый нападающий «Вулверхэмптона» Билли Харрисон забил 3-й гол «волков». «Вулверхэмптон Уондерерс» выиграл второй в своей истории Кубок Англии, тогда как «Ньюкасл Юнайтед» потерпел третье поражение в финале турнира.

### Отчёт о матче
| Вулверхэмптон Уондерерс               | 3:1     | Ньюкасл Юнайтед |
| ------------------------------------- | ------- | --------------- |
| - Хант 40′ - Хедли 43′ - Харрисон 85′ | (отчёт) | Хауи 73′        |

| Вулверхэмптон Уондерерс | Ньюкасл Юнайтед |

|                 |    |                   |  |
|                 |    |                   |  |
|                 | Вр | Томми Ланн        |  |
|                 |    | Джекери Джонс     |  |
|                 |    | Тед Коллинз       |  |
|                 |    | Кеннет Хант       |  |
|                 |    | Билл Вулдридж (к) |  |
|                 |    | Альф Бишоп        |  |
|                 |    | Билли Харрисон    |  |
|                 |    | Джек Шелтон       |  |
|                 |    | Джордж Хедли      |  |
|                 |    | Уолли Рэдфорд     |  |
|                 |    | Джек Педли        |  |
| Главный тренер: |    |                   |  |
| Джек Адденбрук  |    |                   |  |

|                 |    |                 |  |
|                 |    |                 |  |
|                 | Вр | Джимми Лоуренс  |  |
|                 |    | Билл Маккракен  |  |
|                 |    | Дик Падан       |  |
|                 |    | Алекс Гарднер   |  |
|                 |    | Колин Витч (к)  |  |
|                 |    | Питер Макуильям |  |
|                 |    | Джок Радерфорд  |  |
|                 |    | Джеймс Хауи     |  |
|                 |    | Билл Эпплйард   |  |
|                 |    | Финли Спиди     |  |
|                 |    | Джордж Уилсон   |  |
| Главный тренер: |    |                 |  |
| Фрэнк Уотт      |    |                 |  |

## Путь команд к финалу
| Раунд 1: Брэдфорд Сити 1:1 Вулверхэмптон Уондерерс - Переигровка: Вулверхэмптон Уондерерс 1:0 Брэдфорд Сити Раунд 2: Вулверхэмптон Уондерерс 2:0 Бери Раунд 3: Вулверхэмптон Уондерерс 2:0 Суиндон Таун Четвертьфинал: Сток 0:1 Вулверхэмптон Уондерерс Полуфинал: Вулверхэмптон Уондерерс 2:0 Саутгемптон (на «Стэмфорд Бридж») | Раунд 1: Ньюкасл Юнайтед 2:0 Ноттингем Форест Раунд 2: Ньюкасл Юнайтед 2:0 Вест Хэм Юнайтед Раунд 3: Ньюкасл Юнайтед 3:1 Ливерпуль Четвертьфинал: Ньюкасл Юнайтед 5:1 Гримсби Таун Полуфинал: Ньюкасл Юнайтед 6:0 Фулхэм (на «Энфилде») |